# 宍戸某
宍戸 某（ししど なにがし、生年不明 - 慶長12年〈1607年〉）は、江戸時代初期の武芸者。『二天記』に記されている。名は不明。

## 経歴
宍戸は伊賀国の鎖鎌の使い手。慶長12年(1607年)に剣豪・宮本武蔵と勝負して敗北し、死亡した。この戦いで、武蔵は二刀流に開眼したと言われている。

## 実在について
宍戸は宮本武蔵の伝記『二天記』に登場しており、これが宍戸の実在を示す唯一の証拠だが、『二天記』は史料性に乏しく、一般的にはこの記載も武蔵の死後に付け加えられたものだと考証されている。

## 創作での宍戸
吉川英治の小説『宮本武蔵』の作中では、脚色・創作されて「宍戸梅軒」という人物として登場した。その他の創作物でも脚色されて登場する事が多い。